# Municipio de Hegton
El municipio de Hegton (en inglés: Hegton Township) es un municipio ubicado en el condado de Grand Forks en el estado estadounidense de Dakota del Norte. En el año 2010 tenía una población de 204 habitantes y una densidad poblacional de 2,16 personas por km².

## Geografía
El municipio de Hegton se encuentra ubicado en las coordenadas 47°59′00″N 97°33′37″O / 47.98333, -97.56028. Según la Oficina del Censo de los Estados Unidos, el municipio tiene una superficie total de 94.63 km², de la cual 93,73 km² corresponden a tierra firme y (0,94 %) 0,89 km² es agua.

## Demografía
Según el censo de 2010, había 204 personas residiendo en el municipio de Hegton. La densidad de población era de 2,16 hab./km². De los 204 habitantes, el municipio de Hegton estaba compuesto por el 97,55 % blancos, el 1,47 % eran amerindios, el 0,49 % eran asiáticos, el 0,49 % eran de otras razas. Del total de la población el 0,49 % eran hispanos o latinos de cualquier raza.